# Драгиша Станисављевић
Драгиша Станисављевић (Јабучје, 1921 – 21. август 2012) био је српски вајар. Станисављевић је класик наивне уметности Србије.

## Биографија
Рођен је 1921. године у Јабучју код Ваљева, Србија. Скулптуром се бавио од 1958. Живот на селу и васпитање у духу патријархалних начела, завичајно окружење столетним шумама подстакли су свакако његов нагон за слободом и обликовањем. Апсолутни је самоук, снажног осећаја за стилизацију форме. Умро је 2012. године у Јабучју.

## Стил
Фронталност и једноставност у изразу, архаично схватање форме, несвесно су постигнути. Из црних, столетних дебала уметник ослобађа чисту форму, гладећи је до сјаја. Заобљава је и истиче њену органску бит. Завршава оно што је природа давно започела. Све је стилизовано готово до огољене, основне праформе, редуковано с изразитим осећајем за меру, какав су поседовали само изворни уметници примитивних култура. Инстиктивно стваралаштво овог уметника које траје већ више од пет деценија, указује на снагу аутентичности његових оригиналних форми, на везу између праисконског и модерног сензибилитета ликовног изражавања. Столетна храстовина коју вади из корита оближње реке, носи сама по себи неки тајанствени траг на својој материји, врсту патине. Са изразитим осећајем за хармонију, без гестова, са интересовањем за духовну подлогу својих ликова. Драгиша несвесно схвата улогу форме у постизању универзалног. Рељефно схватање форме са израженим вертикалним компоновањем помоћи ће уметнику у његовој једноставности израза нарочито када за мотив бира филозофска размишљања о односима људи, њиховим судбинама, скривеним особинама, њиховом греху или молитви.

## Изложбе и награде
Излагао је самостално и групно почев од 1964. године, у земљи и иностранству, као и на готово свим међународним изложбама наивне и маргиналне уметности (светским тријеналима у Братислави, почев од шездесетих година, тематским изложбама у Мартињију, Паризу, Прагу, Будимпешти итд.) За своје монументалне скулптуре, добијао је више награда и признања, од којих је најзначајнија Награда за укупан уметнички рад на 10. Бијеналу наивне и маргиналне уметности, 2001. године у МНМУ, Јагодина, Србија.

## Галерија
- Црни Пантер, 1975. МНМУ, Јагодина
- Сарадња, 1979. МНМУ, Јагодина
- Змија и риба, 1980. МНМУ, Јагодина